# Estudiantes Tecos
Club de Fútbol Estudiantes (voorheen  Club de Fútbol Universidad Autónoma de Guadalajara, of kortweg UAG en bijgenaamd Tecos) is een Mexicaanse voetbalclub uit Zapopan, een voorstad van Guadalajara. De club is gelinkt aan de Autonome Universiteit van Guadalajara. Het was een van de drie grote clubs uit Guadalajara en werd één keer landskampioen. In 2009 veranderde de naam in Club de Fútbol Estudiantes.
De club werd in 2012 verkocht en het eerste team verhuisde naar Zacatecas, waar voordien jarenlang geen professionele voetbalclub was. In mei 2014 werd deze ploeg van Estudiantes Tecos opgeheven en een nieuwe club opgericht, Mineros de Zacatecas. Een ander team van Estudiantes Tecos komt sindsdien uit in de Segunda Divisón, de derde divisie van het Mexicaanse voetbal.

## Erelijst
- Landskampioen

1993
- CONCACAF Cup Winners Cup

1995

## Bekende (ex-)spelers
| Mexico - Eduardo Lillingston - Joel Sanchez - Adolfo Bautista - Pável Pardo - Jose de Jesus Corona - Porfirio Jiménez - José Luis Salgado - Rafael Medina - Jaime Ordiales - Mirsha Serrano - Carlos Briones - Rafael Marquez Lugo - Duilio Davino Argentinië - Diego Colotto - Emmanuel Villa - Mauro Cejas - Daniel Ludueña Chili - Hugo Droguett - Miguel Ángel Gamboa - Reinaldo Navia - Nelson Pinto - Rodrigo Ruiz - Sebastián González | Costa Rica - Reynaldo Parks - Jafet Soto Honduras - Danilo Turcios Paraguay - Diego Gavilán | Guatemala - Byron Perez Peru - Julio César Uribe - Roberto Palacios Brazilië - Osmar Donizete - Marcelo Goncalvez Uruguay - Eduardo Acevedo - Antonio Alzamendi - Marcelo Sosa - Sebastián Abreu - Juan Ramón Carrasco - José Luis Zalazar |